# CarPrice
CarPrice — российская компания, сервис по продаже подержанных автомобилей через онлайн-аукцион.

## История
Сервис был создан в 2014 году петербургским предпринимателем Эдуардом Гуриновичем совместно с интернет-предпринимателем Оскаром Хартманном. Главный офис компании расположен в Москве.
В 2015 году CarPrice вошел в 100 самых обсуждаемых стартапов Европы по версии американского журнала Wired.
Осенью 2016 года Эдуард Гуринович покинул пост генерального директора CarPrice. Генеральным директором компании назначен Денис Долматов.
В марте 2018 года эксперты «Tech Tour Growth 50» включили CarPrice в группу самых перспективных европейских компаний по росту масштабов бизнеса, обладающих Unicorn-потенциалом (то есть потенциалом превысить стоимость в 1 млрд $).

## Описание

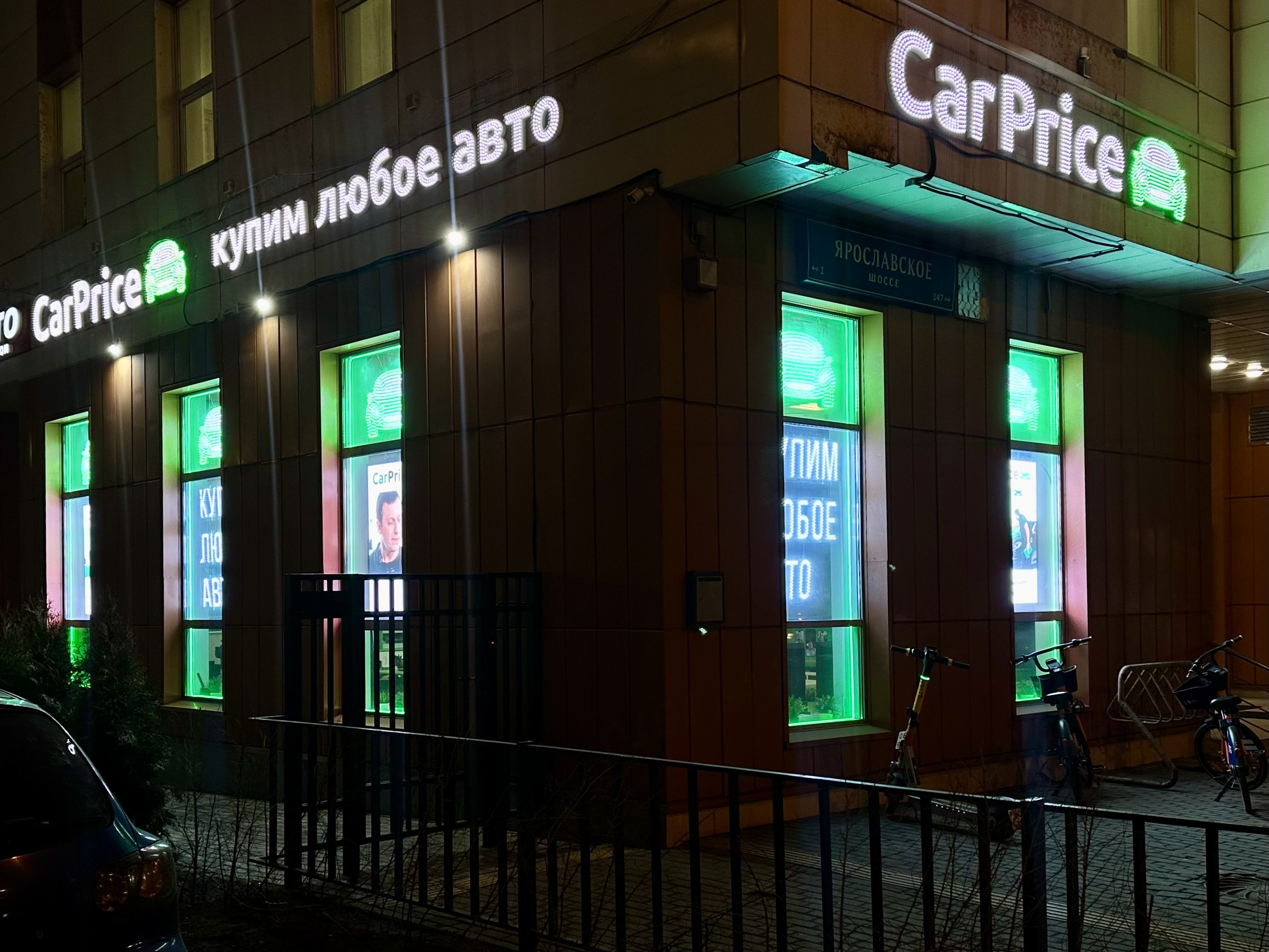
Офис CarPrice в Москве, 2024 год

По данным на апрель 2021г. CarPrice имеет 150 салонов в 52 городах России: Москве, Московской области, Санкт-Петербурге, Казани, Нижнем Новгороде, Воронеже, Ростове-на-Дону и др.
На сайте CarPrice.ru размещен онлайн-калькулятор, который вычисляет приблизительную стоимость подержанного автомобиля, исходя из его параметров (года выпуска, пробега, комплектации и пр.), уже проведённых аукционов и текущей рыночной конъюнктуры. После предварительной оценки владелец автомобиля получает приглашение в один из офисов компании, где автомобиль проходит юридическую и техническую диагностику. Диагностика автомобиля бесплатна. Для того, чтобы выставить авто на электронные торги, сотрудники компании осматривают автомобиль по более чем 600 параметрам. В результате, каждому автомобилю присваивается оценка-количество звезд (от 0 до 5) по таким параметрам как «Состояние кузова», «Технические параметры», «Салон» и «Сопутствующие факторы».
После на машину составляют аукционный лист с описанием, данные загружаются на онлайн-платформу — и начинаются торги. Покупатели (автодилеры) торгуются за машину. Оценка автомобиля и проведение аукциона занимает в среднем 1,5—2 часа, из них сам онлайн-аукцион — 30 минут. По завершении аукциона собственнику предлагается максимальная ставка. Собственник может принять или отказаться от сделки. В любом случае, для клиентов компании вся услуга бесплатна.

## Привлеченные инвестиции
Согласно заявлениям руководства компании и публикациям в прессе, на текущий момент в ходе нескольких инвестиционных раундов сервис CarPrice привлек порядка $42 млн инвестиций. Инвесторами стали российские и зарубежные венчурные фонды. По информации в СМИ, эта сделка стала крупнейшей инвестицией в российский технологический стартап с начала кризиса. Round B, проведенный компанией CarPrice, был признан «Сделкой года» на конкурсе Venture Awards Russia 2015.
В июне 2017 года CarPrice привлек «несколько сотен миллионов японских иен», то есть несколько миллионов долларов, на расширение экспансии в Японии со стороны японской финансово-промышленной группы Mitsui & Co.